# Oboroh (hudební skupina)
Oboroh je křesťanská folkrocková kapela. Vznikla ze starší undegroundové bezejmenné skupiny, jejíž repertoár tvořily folk-rocková zhudebnění biblických žalmů v českém ekumenickém překladu. Pod názvem Oboroh poprvé uskutečnila koncert 31. ledna 1989 klubu Rabštejn v Kostelci nad Orlicí. První žalm zhudebnil Stanislav Klecandr v roce 1985. Název skupiny vznikl dle slova oboroh, označujícího primitivní přístřeší na kůlech.
Kapelníkem je Stanislav (Slávek) Klecandr. Ve skupině také od začátku působí bubeník, zpěvák a v současnosti klávesista Roman Dostál. Sestavu doplňují další hudebníci, kteří se ale častěji mění, významnou roli (s menší přestávkou na začátku 90. let) ve skupině hrál také kapelníkův bratr Václav Klecandr.
První dvě alba kapely obsahovala pouze žalmy v doslovném biblickém znění, ke kterým Stanislav Klecandr složil melodii. Třetím albem (Kámen) se již Oboroh dostal k interpretaci Klecandrových vlastních písní (i když album obsahuje také tři žalmy, dvě písně Svatopluka Karáska a dvě staré křesťanské písně z 16. – tu složil Jan Amos Komenský – a 17. století apod.), které tvoří i kostru dalších dvou alb (Marah a Nocí mořem).

## Diskografie
- 1991 – Žalmy
- 1992 – Nebeská kavárna (Oboroh jako doprovodná kapela Sváti Karáska)
- 1993 – Spatřujeme světlo (Žalmy 2)
- 1996 – Kámen
- 1998 – Marah
- 2000 – Protější břeh (sólový projekt Slávka Klecandra)
- 2004 – Všechno je jinak (Oboroh jako doprovodná kapela písničkářky Evy Henychové)
- 2006 – Nocí mořem[3]
- 2009 – Noc v Oborohu - 20 let (DVD)
- 2010 – Ve věci probuzení[4]
- 2011 – Žalmy III. – Pozvedám své oči k horám[5]
- 2012 – Šel přes potok Cedron k hoře[6]
- 2014 – Znovu poprvé
- 2017 – Vane, kde chce
- 2019 – Když Věčnost navštívila Čas

## Složení kapely
- Slávek Klecandr – kytary, zpěv
- Roman Dostál – klávesy zpěv
- Libor Orel – bicí
- Jarda Jetenský – basa

Bývalí členové:
- Míla Nosková – piano, zpěv
- František Šimeček – baskytara
- Dita Zangeová – violoncello, zpěv
- Jan Šebesta – hoboj
- Václav Zima – bicí
- Vendula Roklová – housle

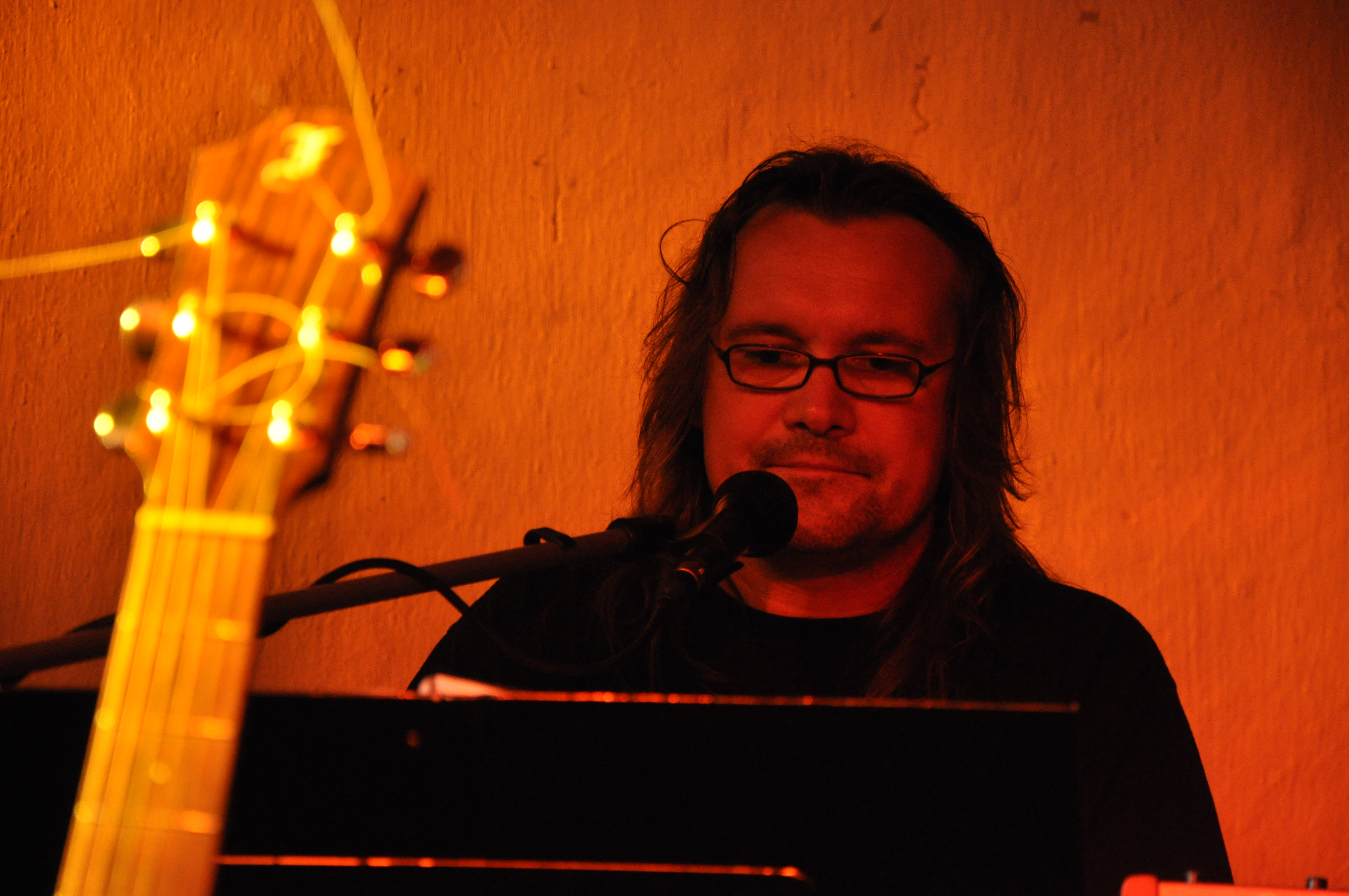
Roman Dostál během koncertu Oborohu na festivalu Otevřeno v Jimramově 29. srpna 2009.

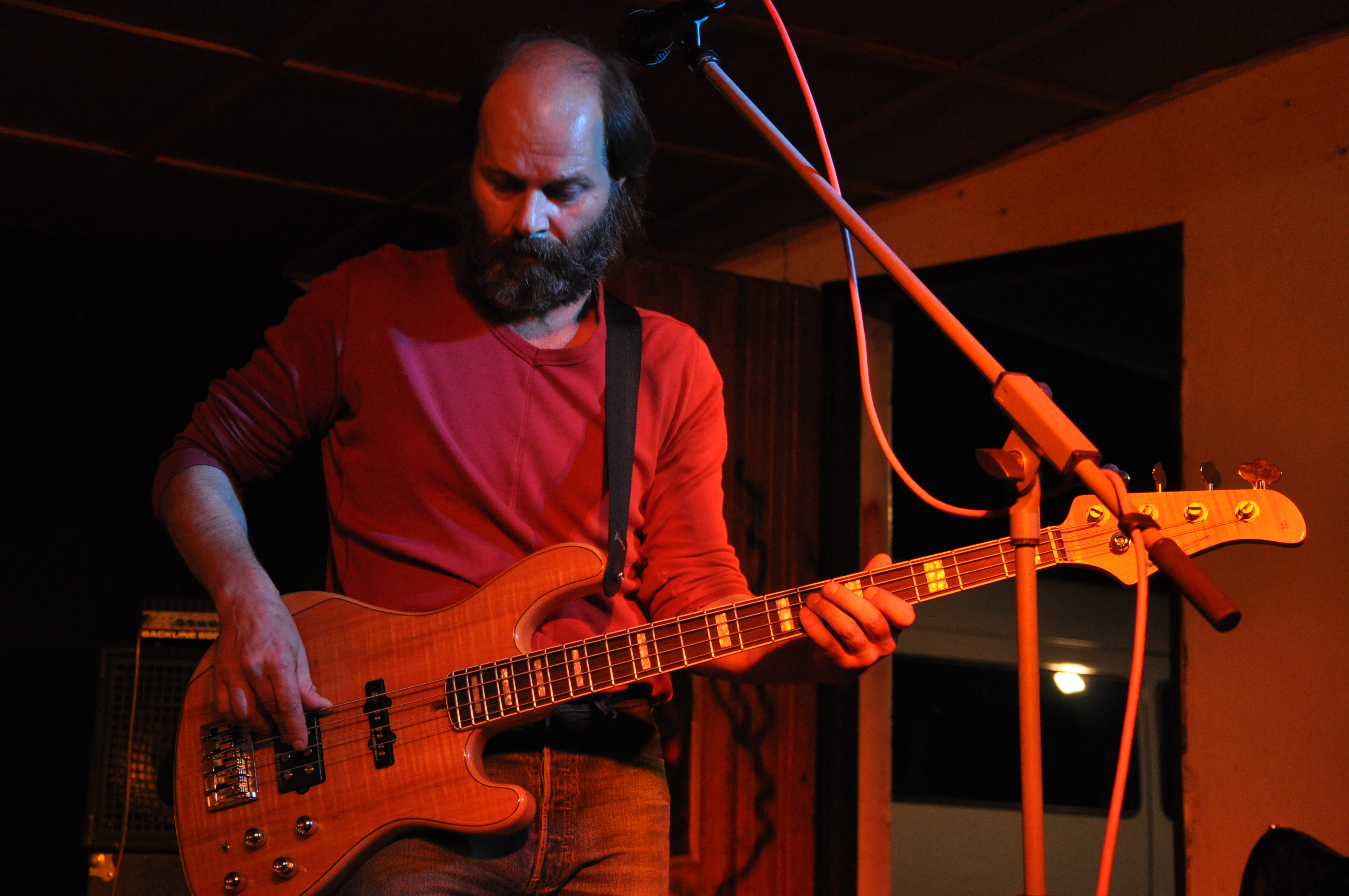
Jaroslav Jetenský během koncertu Oborohu na festivalu Otevřeno v Jimramově 29. srpna 2009.

- Viktor Martínek – elektrická kytara, violoncello
- Radek Pokorný – baskytara
- Jan Zemen – violoncello
- Václav Klecandr – dechové nástroje
- Libor Ježek – bicí nástroje